# Edmund Grindal
Edmund Grindal (St Bees, Cumberland, v. 1519 – Londres, 6 juillet 1583) est un ecclésiastique anglais, et le soixante-douzième archevêque de Cantorbéry. Son aumônier personnel est Thomas Drant.

## Biographie
D'obédience puritaine, il s'oppose courageusement à la reine Élisabeth Ire d'Angleterre, lui adressant un reproche de 6 000 mots finissant ainsi : "Supportez-moi patiemment, je vous en supplie Madame, si je choisis plutôt d'offenser votre majesté terrestre que d'offenser la majesté céleste de Dieu". Les ennuis qu'il crée le firent mettre en état d'arrestation, bien qu'il ne fût pas déchu de son titre. Sa mort, aveugle et en mauvaise santé, mit un terme aux espoirs de ses partisans.
Il fait partie des traducteurs qui collaborèrent avec Matthew Parker pour réaliser la Bible des Évêques.